# 홍경화
홍경화(1960년 4월 10일~)는 대한민국의 성우이다. 1978년 동아방송 제9기 전속성우로 데뷔하였고 1980년 방송 통폐합으로 인해 KBS 15기 공채 성우로 현재도 활동중이다.

## 출연작품

### TV출연
- 롤러코스터2 (tvN) - 박근혜(대통령역)

### 외화
- 천사들의 합창 (KBS) - 마리아
- 코스비가족 (KBS)

### 애니메이션
- 신밧드의 모험 (KBS)
- 우주선장 율리시즈 (KBS) - 노노
- 동글동글 해롱이 (SBS) - 반질이
- 파닥파닥 비행선 (SBS) - 사브리
- 옛날 옛적에 (KBS)
- 사우루스 팡팡 (KBS)
- 스머프 (KBS) - 타잔 스머프

### 애니메이션 영화
- 11인의 우주용사 (KBS) - 토토
- 햇살나무 (KBS) - 효원

### 영화
- 갈매기의 꿈 (KBS) - 갈매기
- 뉴욕 세 남자와 아기 (KBS)
- 달려라 청춘 (KBS)
- 사랑의 경주(KBS) - 해리(로비 플레밍)
- 퍼펙트 머더 (SBS) - 라켈 (사리타 슈드후리)
- 침대 귀신 소동 (KBS)